# 施泰尔马克地区毛特恩
施泰尔马克地区毛特恩是奥地利施蒂利亚州莱奥本县的一个市镇。总面积108.57平方公里，总人口1957人，人口密度18.0人/平方公里（2005年）。